# سعید لطفی (بازیکن فوتبال، زاده ۱۳۷۱)
سعید لطفی (زاده ۲۵ تیر ۱۳۷۱ در ایلام - ) بازیکن فوتبال کُرد اهل ایران و ایل ارکوازی است.
سعید سابقه بازی در تیم ملی نوجوانان ایران را دارد و او یکی از بازیکنان اصلی ایران در جام جهانی ۲۰۰۹ در نیجریه و در رده نوجوانان بشمار می‌رفت؛ ضمنا سعید لطفی جزو بازیکنان پرسپولیسی لیگ ایران بشمار میرفت که هیچوقت به آرزوی خود نرسید.